# Levina
A Levina a Levin férfinév női párja.

## Gyakorisága
Az 1990-es években és a 2000-es években  nem lehetett anyakönyvezni.

## Névnapok
- nincs hivatalos